# Consumer Reports
Consumer Reports è una rivista statunitense pubblicata dal 1936 da Consumers Union, che è un'organizzazione senza scopo di lucro dedicata a test imparziali sui prodotti, ricerca e consigli orientati verso il consumatore. Consumer Reports pubblica recensioni e confronti di prodotti e servizi di consumo sulla base di rapporti e risultati eseguiti dal suo laboratorio di test e dal proprio centro di ricerca. La rivista non accetta pubblicità, paga per tutti i prodotti testati ed essendo un'organizzazione senza scopo di lucro non ha azionisti. Pubblica inoltre guide all'acquisto dei prodotti. Nel 2016 ha avuto una tiratura di circa 3 800 000 copie.